# Riofreddo
Riofreddo é uma comuna italiana da região do Lácio, província de Roma, com cerca de 764 habitantes. Estende-se por uma área de 12 km², tendo uma densidade populacional de 64 hab/km². Faz fronteira com Arsoli, Cineto Romano, Oricola (AQ), Roviano, Vallinfreda.

## Demografia
| Variação demográfica do município entre 1861 e 2011                               |
|                                                                                   |
| Fonte: Istituto Nazionale di Statistica (ISTAT) - Elaboração gráfica da Wikipedia |